# Catherine Jérémie
Catherine Jérémie (Quebec, 22 de setembre de 1664, data de bateig - Montreal, 1 de juliol de 1744) va ser una llevadora i botànica francesa.

## Primers anys i família
Catherine Jérémie va ser batejada a Champlain, Quebec el 22 de setembre de 1664, amb Jeanne Pelletier i el comerciant Noël Jérémie. Era la més gran dels 11 germans.
Jérémie es va casar amb Jacques Aubuchon a Champlain, Quebec, el 28 de gener de 1681, i junts van tenir una filla. El 3 de novembre de 1688, Jérémie es va tornar a casar amb Michel LePailleur a Batiscan, Quebec i van tenir 10 o 11 fills.

## Carrera científica
El 1702, Catherine Jérémie es va instal·lar amb el seu marit, Michel LePailleur, a Montreal, on va continuar els estudis i investigacions en botànica i obstetrícia. Ella estava especialment interessada en les pràctiques medicinals de les poblacions indígenes del Canadà. Va estudiar aquests usos de plantes medicinals i va descobrir molts remeis. Va aplicar aquests resultats al seu coneixement d'experiències corporals de les dones.
Jérémie va ser una de les primeres botàniques al Canadà i la primera dona naturalista coneguda fins ara. Ella era coneguda en el món científic francès per proporcionar als científics naturalistes francesos informes detallats de les plantes que recol·lectaven i enviaven les seves col·leccions al Jardin des Plantes de París, encoratjats per l'Académie des Sciences de França per recol·lectar la flora i la fauna del Canadà. L'intendent de la colònia, Gilles Hocquart, va observar que les seves pràctiques eren importants en els seus informes a França i aquestes col·leccions es conserven ara al Museu Nacional d'Història Natural de París. En general, Jérémie va fer una gran contribució a la ciència natural a Nova França.
El coneixement de Catherine Jérémie sobre les plantes a base d'herbes va augmentar la seva reputació i pràctica com a llevadora, ja que va poder aplicar aquests usos específicament a les experiències corporals de les dones com l'avortament, l'embaràs i el naixement. Durant els segles XVII i XVIII, la majoria de les llevadores participaven en una pràctica privada, eren menys costoses que els metges, i es van quedar a les cases dels seus clients durant períodes més llargs de temps mentre ajudaven en les tasques domèstiques. Jérémie va utilitzar l'enfocament intervencionista a l'assistència sanitària, cosa que contradiu l'enfocament liberal de molts estudiosos anglesos. Aviat es va conèixer com una llevadora famosa i va ser anomenada "la magicienne de ma vie au Quebec" (la maga de la meva vida al Quebec) per part d'un dels seus clients.